# David Boyle, 7. Earl of Glasgow

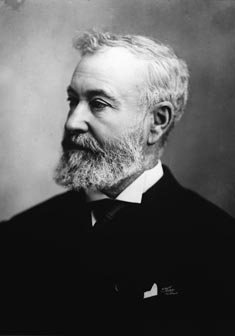
David Boyle, 7. Earl of Glasgow

David Boyle, 7. Earl of Glasgow GCMG (* 31. März 1833 in Edinburgh, Midlothian, Schottland; † 13. Dezember 1915 in Fairlie, Ayrshire, Schottland), war Captain in der Royal Navy und von 1892 bis 1897 Gouverneur von Neuseeland.

## Leben
Boyle wurde als viertes Kind und erster Sohn von Patrick Boyle of Shewalton geboren. Seine Mutter war Mary Frances Dalrymple-Horn-Elphinstone. Als sein Vater am 4. September 1874 starb, übernahm er den Titel und nannte sich David Boyle of Shewalton. Am 23. Juli 1873 heiratete er Dorothea Elizabeth Thomasina, die älteste Tochter von Edward Hunter-Blair. Aus der Ehe gingen drei Töchter und fünf Söhne hervor.
Als 1888 Boyles Cousin George Frederick Boyle, 6. Earl of Glasgow, mit einer Million Pfund Schulden den Familiensitz Kelburn Castle nicht mehr halten konnte, verkaufte Boyle alle seine Ländereien, um den Familiensitz zu retten. Nach dem Tod seines Cousins am 23. April 1890 erbte Boyle dessen Titel eines Earl of Glasgow. David Boyle starb am 13. Dezember 1915 82-jährig in seinem Haus in Schottland und vererbte damit seinen Titel an seinen erstgeborenen Sohn Patrick James.

## Militärische Laufbahn
Boyle absolvierte seinen Militärdienst bei der britischen Marine, war während des Krimkriegs im russischen Weißen Meer stationiert, nahm 1857 am Zweiten Opiumkrieg teil und stieg bis zum Captain auf. Nachdem er mit seinem Schiff HMS Niobe vor den Inseln von Saint-Pierre und Miquelon am 21. Mai 1874 Schiffbruch erlitt, quittierte er nach seiner Entlastung den Dienst in der Marine und widmete sich fortan zivilen Aufgaben.

## Politische Laufbahn
Über Boyles berufliche Laufbahn außerhalb seines Militärdienstes vor der Berufung zum Gouverneur von Neuseeland ist wenig bekannt. Eine Quelle gibt an, dass er Mitglied des britischen House of Commons war, sich als Friedensrichter betätigte und die Position des Stellvertreters eines Lord Lieutenant, der der höchste Beamte in einer Grafschaft in Großbritannien ist, innehatte.

### Gouverneur von Neuseeland
Boyle wurde am 24. Februar 1892 zum Gouverneur von Neuseeland berufen und hatte dies unzweifelhaft seinem Cousin James Fergusson, 6. Baronet, der selbst einmal Gouverneur in Neuseeland gewesen war, zu verdanken. In der Kolonie Neuseeland fragte die Presse öffentlich, was Boyle für diese Position auszeichnete. Auch stießen Äußerungen und Erklärungen über Boyles Absichten schon auf Verwunderung und Skepsis in Neuseeland, wo der Eindruck entstand, dass bei 7.500 £ Jahreseinkommen und der Versorgung von Familienmitglieder mit Posten in Neuseeland, das Geld in der Kolonie verdient und in Europa ausgegeben werden sollte. Die Befürchtungen der Öffentlichkeit bestätigten sich von Anbeginn seiner Amtszeit am 7. Juni 1892. Boyle legte sich mit seinen Ministern an und mit dem Premierminister John Ballance, er bekam Anweisungen vom Colonial Office aus London, seiner Minister Rat zu folgen und einer selbstverwalteten Kolonie zu entsprechen, ließ auch Affären nicht aus, in denen er zeigte, dass Diplomatie nicht gerade seine Stärke war, und trat auch so für die Bevölkerung des Landes nicht besonders positiv in Erscheinung. Seine Erklärung zum Schluss seiner Amtszeit, dass er sowieso nicht vorhatte, länger als fünf Jahre Gouverneur zu sein, und sein Bemühen, einige Monate früher aus dem Amt scheiden zu können, untermalte sein aus politischer Sicht tölpelhaftes Verhalten. Boyle verließ Neuseeland am 6. Februar 1897.

### Zurück in England
Zurück in England wurde Boyle am 23. Juli 1897, der erbliche britische Adelstitel Baron Fairlie, of Fairlie in the County of Ayr, verliehen. Dieser war im Gegensatz zu seinen schottischen Titeln unmittelbar mit einem Sitz im House of Lords verbunden.

## Orden und Auszeichnungen
- 1892 wurde er zum Knight Grand Cross des Order of St. Michael and St. George (GCMG) geschlagen.
- Er bekam den Ehrendoktor der Rechtswissenschaften (LL.D.) der University of Glasgow und der University of Dublin verliehen.[4]